# Ligne Ripoll - Puigcerdà
La ligne Ripoll-Puigcerdà ou le chemin de fer Transpyrénéen oriental est une ligne de chemin de fer catalane appartenant à l'ADIF, qui relie Ripoll à Puigcerdà et Latour-de-Carol - Enveitg, terminus de la ligne peu après la frontière hispano-française, en remontant le cours du Freser et la vallée de Ribes.
Cette ligne est munie d'une voie unique d'écartement ibérique. Elle est desservie par la ligne R3 de la compagnie régionale Rodalies appartenant à la Généralité de Catalogne.

## Histoire
La ligne de Ripoll à Puigcerdà est construite à la suite de la signature par la France et l'Espagne en 1904 d'un traité sur l'établissement de liaisons ferroviaires transpyrénéennes et constitue la partie espagnole du plus oriental des trois transpyrénéens prévus. Elle prolonge la ligne Barcelone - Ripoll dont la motivation première était le transport du charbon du bassin de Sant Joan de les Abadesses à destination de Barcelone.
La construction débute en 1911. En 1919, le premier tronçon de Ripoll à Ribes de Freser est inauguré, puis le 3 octobre 1922 l'intégralité de la ligne jusqu'à Puigcerdà entre en service. La section internationale de la ligne, permettant de joindre Latour-de-Carol, est construite en dernier, et entre progressivement en service à partir de juin 1928, peu avant l'inauguration de la partie Française du transpyrénéen oriental.

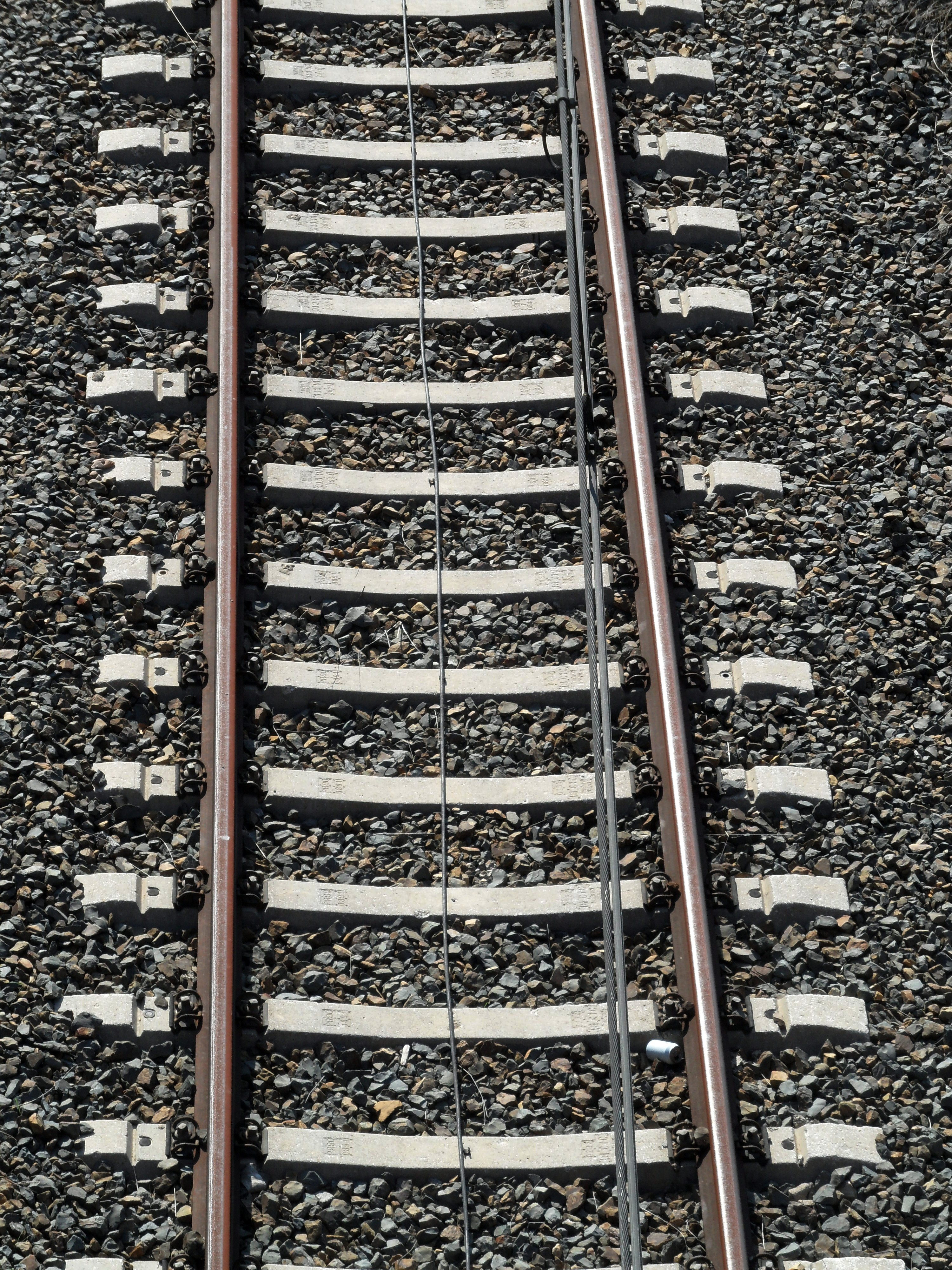
Traverses polyvalentes en usage pour une voie à l'écartement normal.

La ligne est construite à écartement ibérique, mais très tôt sa conversion à l'écartement normal est envisagée. Ainsi un décret royal du 17 juillet 1928, jamais exécuté, prévoyait la conversion de l'intégralité de l'itinéraire Barcelone - Puigcerdà.
Les fortes contraintes de la ligne, fortes rampes, faibles rayons de courbure et nombreux tunnels entraînent l'électrification de la ligne en 1928 et donnent lieu à la construction d'une nouvelle série de locomotives, la série série 1000, ultérieurement renommée série 281. Le meilleur temps de parcours pour des trains de voyageurs est alors de 1 h 28 entre Puigcerdà et Ripoll,.
La voie a fait l'objet d'une rénovation complète, en 2007 pour la section Ripoll - Ribes de Freser puis en 2008 pour la section Ribes de Freser - Puigcerdà. Lors de ces derniers travaux de rénovation des traverses dites polyvalentes permettant une future conversion rapide de la ligne à écartement normal ont été employées.

## Caractéristiques

### Tracé
À partir de Ripoll, la ligne remonte la vallée de Ribes. Un tunnel hélicoïdal peu avant le village de Toses permet à la voie de gagner de l'altitude. Le col de Toses est franchi par un tunnel de 3 840 mètres. La ligne descend alors jusqu'à Puigcerdà après avoir desservi la station de la Molina, ce passage et cette gare étant les plus hauts à atteindre sans crémaillère dans le réseau ferré espagnol.

### Rails
Cette ligne est connectée au réseau ferré français à la gare de Latour-de-Carol-Enveitg, faisant du tronçon Puigcerdà Latour-de-Carol une ligne au statut international, munie de deux voies respectivement aux écartements ibérique et normal. Actuellement seule la voie d'écartement ibérique est utilisée, l'autre étant abandonnée et interrompue à l’ancien croisement à la tête de la gare de Puigcerdà. Les correspondances s'effectuent à la gare de Latour-de-Carol - Enveitg.

## Services ferroviaires
Actuellement circulent sur cette ligne les Rodalies de Catalunya, la ligne R3 qui relie L'Hospitalet de Llobregat à Puigcerdà ou Latour de Carol-Enveitg par Vic avec des services de régionaux, sous la même appellation R3.
| Service | Terminus/Départ           | Début de ligne | Terminus/Départ/Fin de ligne |
| ------- | ------------------------- | -------------- | ---------------------------- |
|         | L'Hospitalet de Llobregat | Ripoll         | Latour de Carol-Enveitg      |